# みづきあかり
みづき あかり（旧芸名：美月 あかり〈読み同じ〉、1985年10月1日 - ）は、日本の、タレント、元グラビアアイドル。福岡県飯塚市出身。クラウディア所属。

## 来歴
小学生の時からタレントの仕事に憧れ2008年に芸能界入り。将来は「女優を目指している」という。
飯塚市立飯塚第一中学校、近畿大学附属福岡高等学校卒業。
『イツザイ』（テレビ東京）の『ハッスル第2のインリン様オーディション』では、マスクを付けた格好で「クソみてぇだな!」などが決め台詞のキャラクターを演じ、この番組内で行った人気投票でも1位を獲得したことがあった。なお、同じ『イツザイ』の『インディーズ芸人オーディション』でも、これと同じようなキャラクターで『M』の名前で出演していた。同様に下ネタを織り交ぜた川柳を詠むキャラクター（ホリケン専属作家『美月師匠』）で、『アリケン』（テレビ東京）の「戦力外オーディション」の回に出演、助川まりえ、栗山夢衣、望月かおりとともにアイドルユニット「アリケリング!!!!」を結成、準レギュラーとして出演していた。
『アリケン』出演時の持ちギャグは『おいで。』（あおむけに寝そべり、股を開く）、『チョモランマ!』（腹ばいになり、尻を高く突き出して股を開く）。
2012年7月15日、芸名を「美月あかり」から、すべて平仮名の「みづきあかり」へと変更した事を、自身のblogにて発表。
2013年1月、ロンドンブーツ1号2号田村淳のプライベート企画から誕生したアイドルグループ・スルースキルズが発足し、栗山夢衣らとともに第一期メンバーとなった。
2018年3月23日、Twitterで婚約を報告した。

## 人物
- 好きな男性のタイプは「良く食べよく笑う人」。
- 好きな食べ物は「好きな食べ物はカレー」と言い続けてきたけど「焼肉」であることをブログで公表している[4]。
- 野球知識検定4級に合格している。

## 出演
- ZAKZAK 華組ガール
  - 2008年10月1日にアップされた画像では、9月24日に内閣総理大臣に就任した麻生太郎と同郷であることにちなみ、OLのコスチュームである。また、アップされた日は美月の誕生日でもある。

### テレビ
- イツザイ ハッスル第2のインリン様オーディション（2008年、テレビ東京） - インディーズ芸人オーディション（『M』として2009年2月14日初出演、キャッチコピーは『世直し歌姫』）
- 怒りオヤジ（2008年7月10日・10月23日・2009年12月26日、テレビ東京）
- アリケン（2009年6月27日・12月5日・12月12日・2010年2月27日・3月6日、テレビ東京）

栗山夢衣、助川まりえ、望月香織と「アリケリング!!!!」を結成。
- 恋するビリボー&コスプレ大作戦!（2009年 - 2010年、MONDO21）
- ビキスポ!（2010年10月 - 11月、MONDO21）
- 方言彼女。2（2011年4月 - 6月、テレ玉・チバテレ・テレビ神奈川・三重テレビ・KBS京都・サンテレビ）
- 女の秘蜜 妄想ノススメ（2013年3月 - 、エンタメ〜テレ）
- 他人のSEXで生きてる人々→他人のSEXで生きてる人々2 （2013年10月13日 - 2016年6月12日、NOTTV） - MC
- キ号冒険学校が行く!（2014年10月4日 - 、エンタメ〜テレ[5]）

### インターネットテレビ
- 他人のSEXで生きてる人々（2014年、AbemaTV）MC
- 噂の炎上壁新聞（ニコニコ生放送） - レギュラーパーソナリティー

### インターネットラジオ
- 俺たちのまんが道（2011年8月31日、BBstation）

## リリース作品

### DVD
1. CARA（2008年9月、デジワークス）
2. 秘女事（2010年11月26日、スパイスビジュアル）